# Тамадзава, Токуитиро
Токуитиро Тамадзава (яп. 玉沢 徳一郎; род. 16 декабря 1937, Tarō, Иватэ) — японский государственный деятель, министр сельского хозяйства, лесных угодий и рыбного промысла (1999—2000).

## Биография
Родился 16 октября 1937 года в Таро, префектура Ивате, где окончил среднюю школу, а затем поступил на второй факультет политологии и экономики Университета Васэда. Позднее он окончил магистратуру Высшей школы политологии университета, получив степень магистра политологии.
В 1976 году он впервые был избран в Палату представителей от 1-го округа Ивате. С 1994 по 1995 год он являлся генеральным директором Японского оборонного агентства. В октябре 1999 года он получил портфель министра сельского хозяйства, лесных угодий и рыбного промысла, пробыв на этом посту до июля 2000 года.

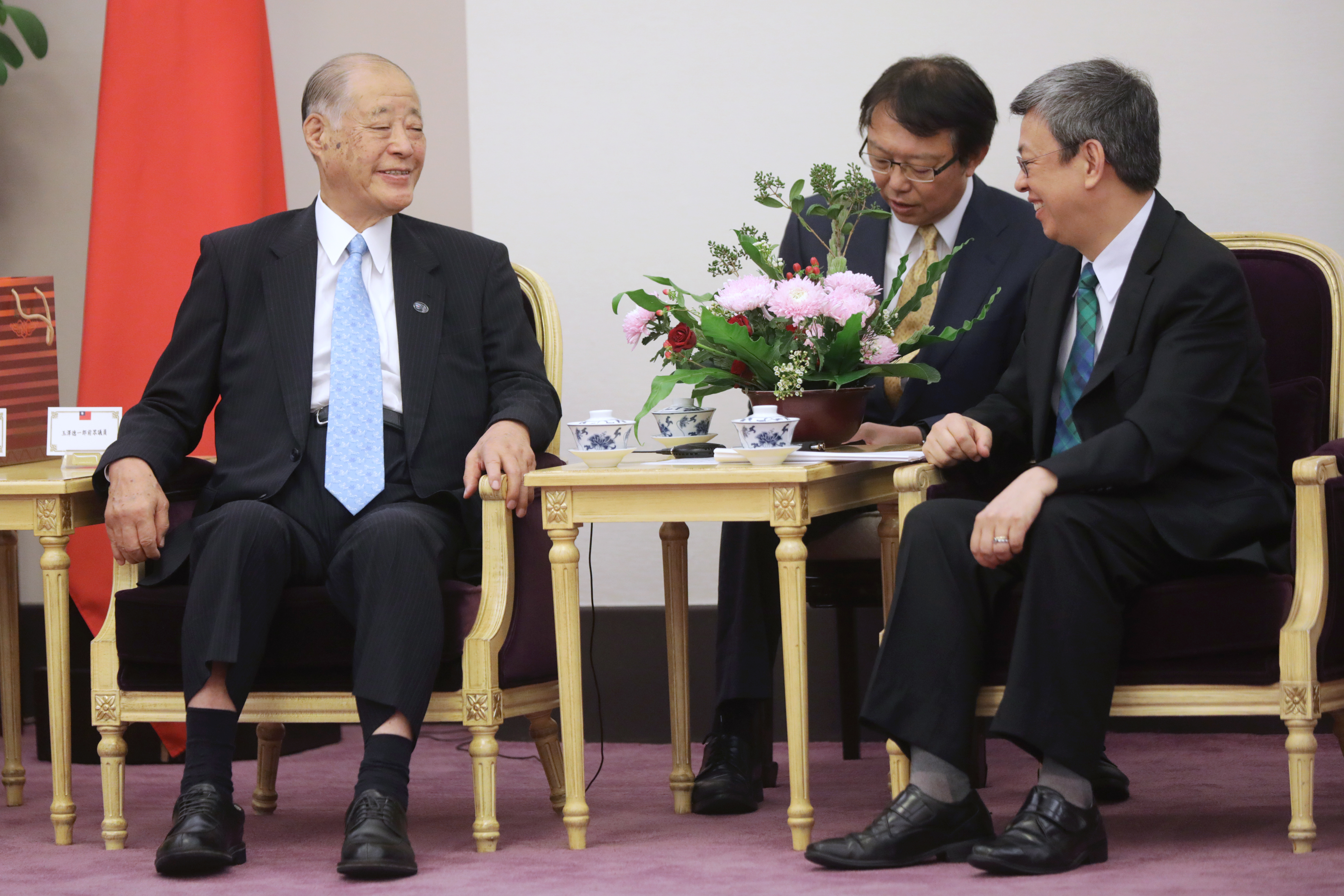
Тамадзава и вице-президент Тайваня Чэнь Цзяньжэнь, 2017 год

В мае 2008 года Тамадзава был награждён президентом Тайваня Чэнь Шуйбянем орденом Бриллиантовой звезды в знак признания вклада в развитие отношений между Тайванем и Японией.